# Hoplocryptus
Hoplocryptus är ett släkte av steklar. Hoplocryptus ingår i familjen brokparasitsteklar.

## Dottertaxa tillHoplocryptus, i alfabetisk ordning[1]
- Hoplocryptus affabilis
- Hoplocryptus albicollaris
- Hoplocryptus alboanalis
- Hoplocryptus barberi
- Hoplocryptus bellosus
- Hoplocryptus besseianus
- Hoplocryptus bohemani
- Hoplocryptus byrsinus
- Hoplocryptus centricolor
- Hoplocryptus confector
- Hoplocryptus coxator
- Hoplocryptus egregius
- Hoplocryptus femoralis
- Hoplocryptus fugitivoides
- Hoplocryptus heliophilus
- Hoplocryptus imitator
- Hoplocryptus linnae
- Hoplocryptus magrettii
- Hoplocryptus melanocephalus
- Hoplocryptus murarius
- Hoplocryptus notatus
- Hoplocryptus nubecula
- Hoplocryptus odoriferator
- Hoplocryptus ohgushii
- Hoplocryptus pini
- Hoplocryptus quadriguttatus
- Hoplocryptus savioi
- Hoplocryptus scorteus
- Hoplocryptus sugiharai
- Hoplocryptus sumiyona
- Hoplocryptus tamahonis
- Hoplocryptus zoesmairi